# Шихлинская, Нигяр Гусейн-Эфенди кызы
Нигяр Гусейн Эфенди гызы Шихлинская (азерб. Nigar Hüseyn Əfəndi qızı Şıxlinskaya) (10 октября 1871 или 21 марта 1878, Тифлис — 15 августа 1931, Баку) — первая азербайджанская сестра милосердия, председательница Больницы дамского комитета Офицерской артиллерийской школы при Красном Кресте в Первой мировой войне.

## Биография
Нигяр Шихлинская родилась в Тифлисе. В 1889 году окончила Закавказскую школу девочек в Тифлисе.
В воспоминаниях Али-ага Шихлинский писал: «Моя жена постоянно бывала в лазарете и, помимо своих обязанностей председательницы комитета, писала раненым солдатам письма к родным на русском языке, на языке казанских татар, казахском и др. Солдаты называли её не иначе как „мамаша“…».
1 августа 1914 года газета «Русский инвалид» опубликовала обращение Шихлинской к жёнам военных. Кроме азербайджанского языка, также владела русским, французским, арабским и персидскими языками. В 1918 году вместе с Али-ага Шихлинским возвращается в Баку, после чего начинает писать литературные статьи для газеты "Новое мнение".
Скончалась Нигяр Шихлинская в августе 1931 года.

### Семья
Нигяр Шихлинская была дочерью азербайджанского просветителя Гусейна Эфенди Гаибова. Кроме Нигяр в семье были ещё дочь и два сына, один из которых Надир Гаибов был инженером.
Первый раз вышла замуж за Дервиш-бека Палавандова из знатной грузинской семьи Палавандишвили, но в 1907 году овдовела после смерти мужа. Их сын Хосров пропал без вести в Турции, куда уехал вместе с дядей в возрасте 9 лет.
27 октября 1909 года она вышла замуж за полковника Али-Ага Шихлинского, который приехал в Тифлис повидать родственников и встретил там свою первую любовь. После поселилась в Царском Селе.
Мать умерла на 1 год раньше нее.
Троюродным братом Нигяр Шихлинской был Фаррух Гаибов, считающийся первым военным лётчиком-азербайджанцем. Поручик Фаррух Ага Гаибов погиб 12 сентября 1916 года в воздушном бою.

## См.также
- Женщины в Азербайджане